# 신곡초등학교 (경기)
신곡초등학교는 대한민국 경기도 김포시에 있는 공립 초등학교이다.

## 학교 연혁
- 2008년 3월 1일 신곡초등학교 개교
- 2017년 2월 9일 제9회 졸업식(졸업생 150명)
- 2017년 3월 2일 제3대 오혜숙 교장 취임
- 2017년 3월 2일 32학급 편성(특수학급1, 유치원 2학급 별도)
- 2022년 5월 9일 제4대 박시율 교장 취임